# Strasburg (Virginie)
Pour les articles homonymes, voir Strasbourg (homonymie).
Strasburg est une municipalité américaine située dans le comté de Shenandoah en Virginie. Lors du recensement de 2010, sa population est de 6 398 habitants.

## Géographie
Strasburg est située dans le nord de la vallée de Shenandoah. Selon le Bureau du recensement des États-Unis, la municipalité s'étend sur 3,81 milles carrés (9,87 km2) dont 0,06 mille carré (0,16 km2) d'étendues d'eau.

## Histoire
La localité est fondée en 1761. Elle alors connue pour ses poteries, fermées au début du XXe siècle. Strasburg devient une municipalité en 1922.
Le centre historique de Strasburg est inscrit au Registre national des lieux historiques depuis 1984. D'autres monuments locaux, datant pour la plupart du XVIIIe siècle, sont également inscrits au registre : la Hupp House, le Mount Pleasant, le Stoner-Keller House and Mill et la Strasburg Stone and Earthenware Manufacturing Company de la fin du XIXe siècle.

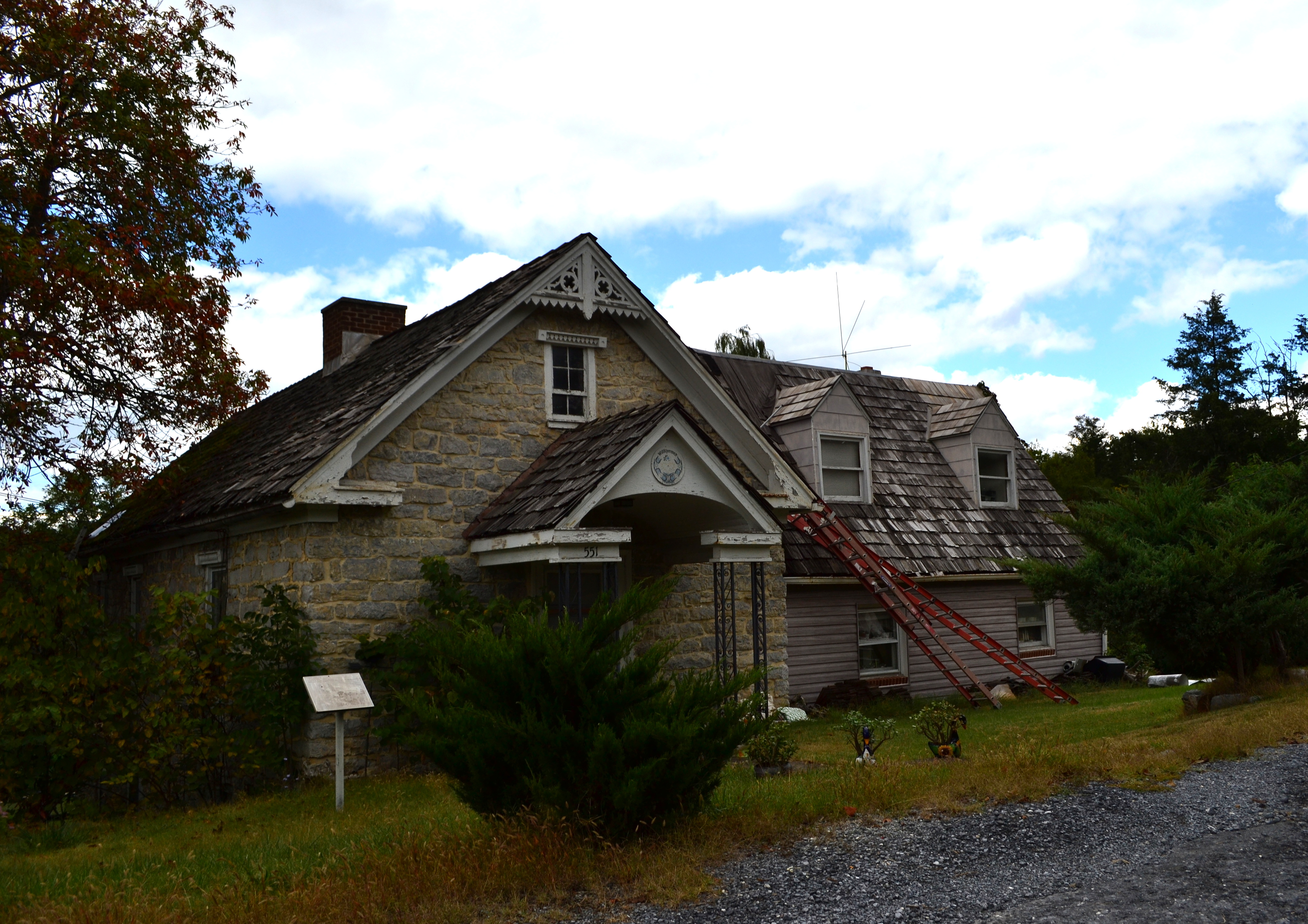
Hupp House
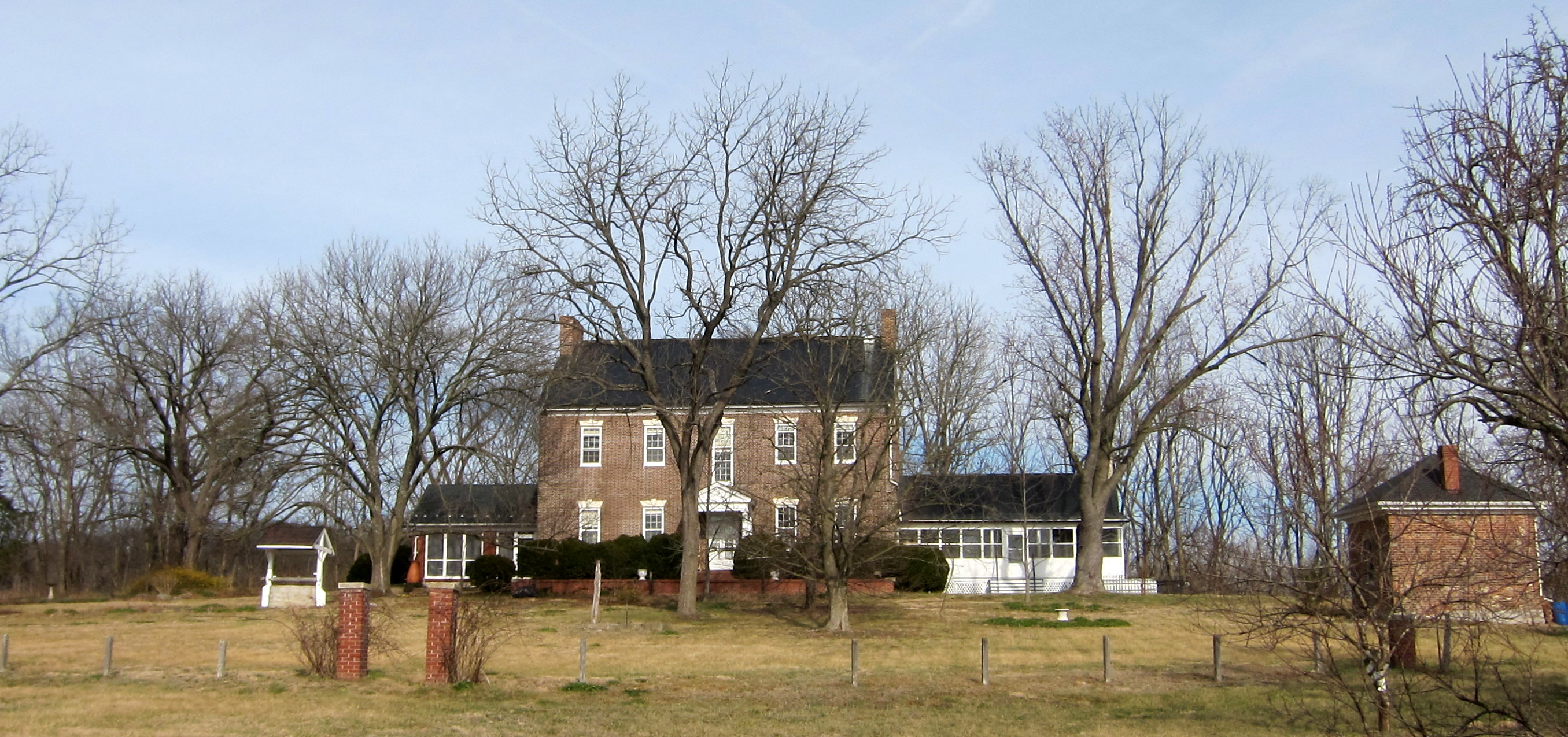
Mount Pleasant
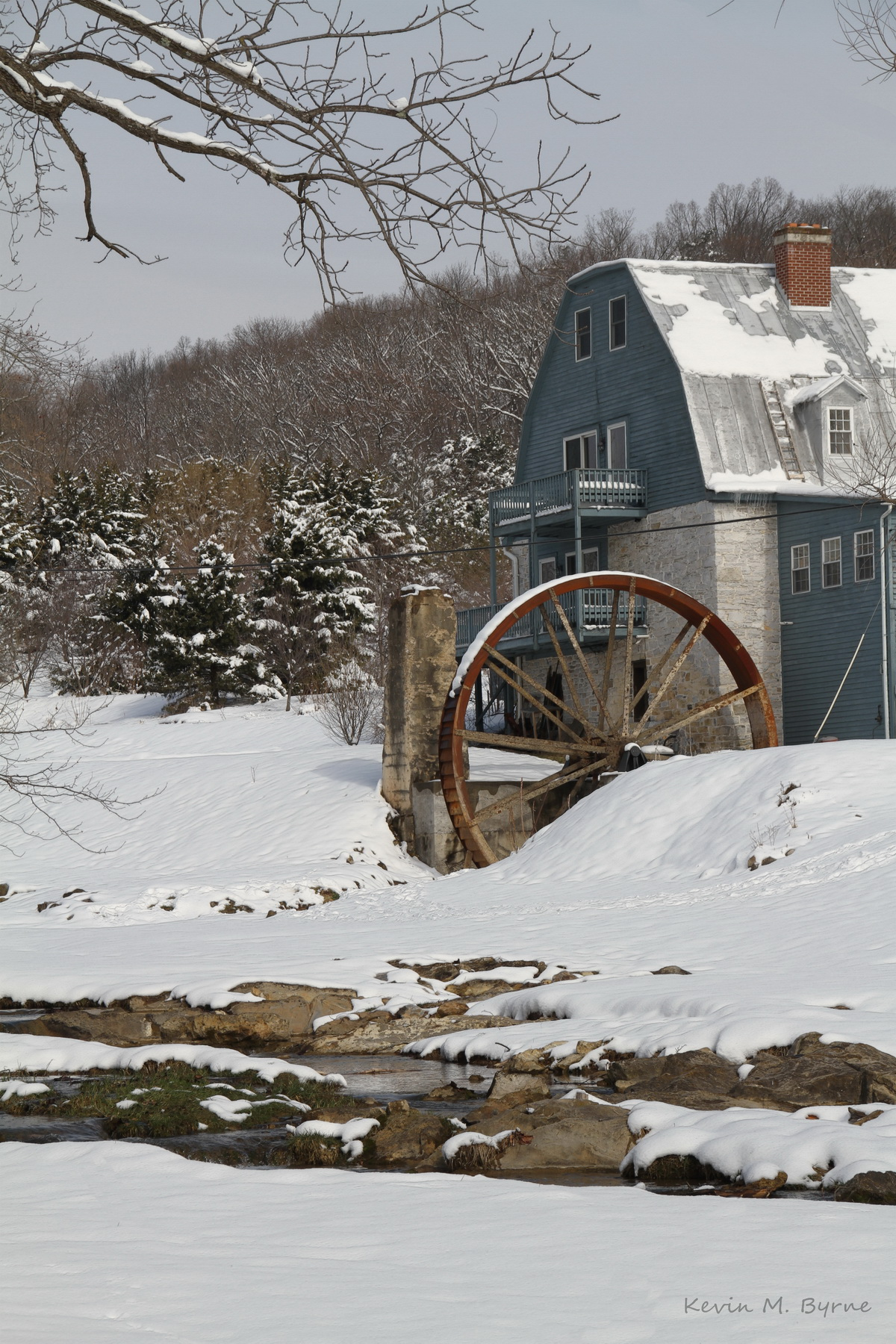
Stoner-Keller Mill
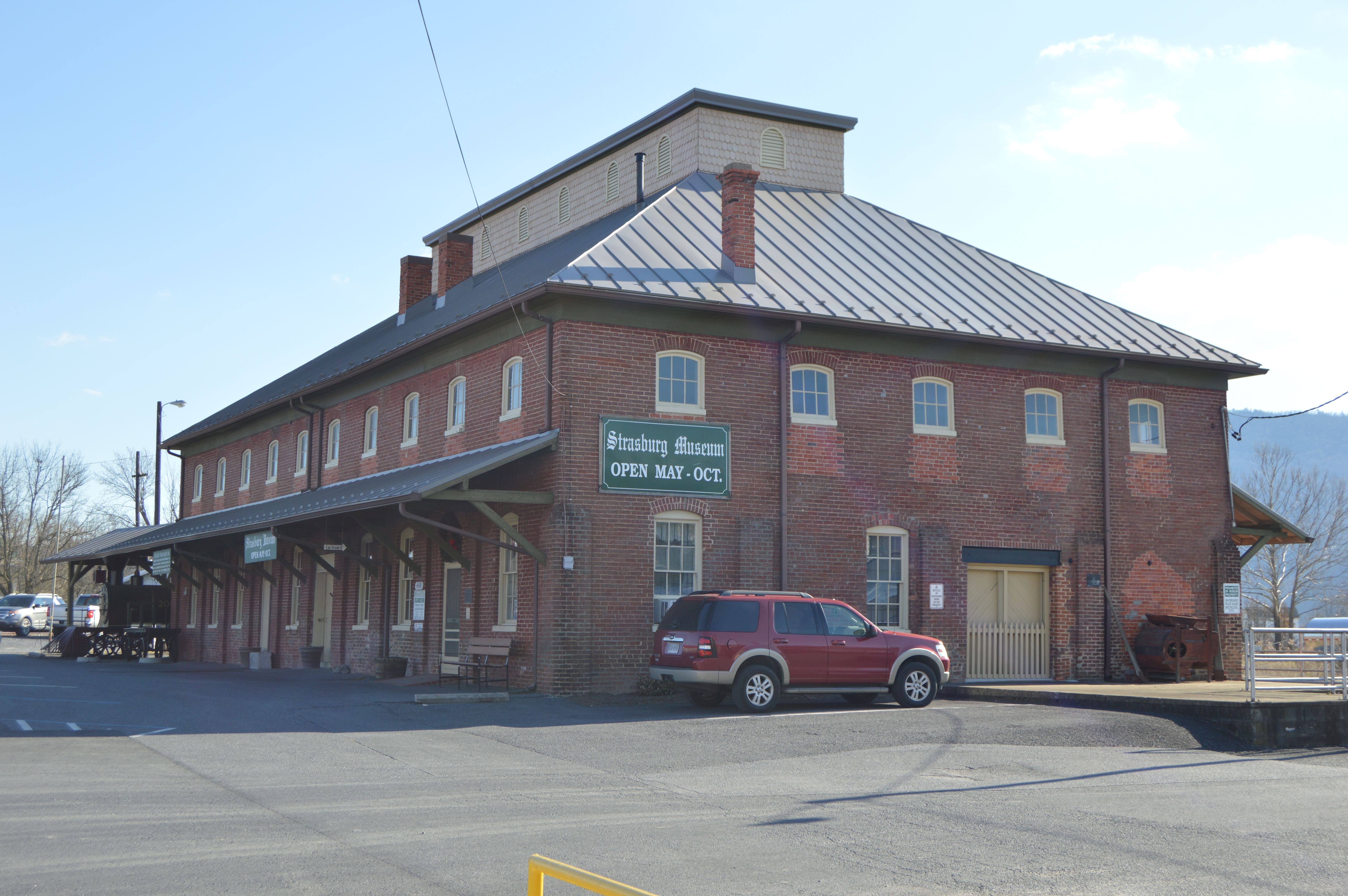
Strasburg S&E Manufacturing Company

## Démographie
La population de Strasburg est estimée à 6 583 habitants au 1er juillet 2016.
| Groupe                           | Strasburg | Virginie | États-Unis |
| -------------------------------- | --------- | -------- | ---------- |
| Blancs                           | 90,3      | 70,0     | 76,9       |
| Afro-Américains                  | 4,4       | 19,8     | 13,3       |
| Métis                            | 3,7       | 2,9      | 2,6        |
| Asiatiques                       | 0,9       | 6,6      | 5,7        |
|                                  |           |          |            |
| Hispaniques et Latino-Américains | 4,2       | 9,1      | 17,8       |

Le revenu par habitant était en moyenne de 24 975 dollars par an entre 2012 et 2016, en-dessous de la moyenne de la Virginie (34 967 dollars) et de la moyenne nationale (29 829 dollars), malgré un revenu médian par foyer supérieur. Sur cette même période, 11,1 % des habitants de Strasburg vivaient sous le seuil de pauvreté (contre 11,0 % dans l'État et 12,7 % à l'échelle des États-Unis).